# Novigradské moře
Novigradské moře (chorvatsky Novigradsko more) nebo též Novigradský záliv je brakický záliv v Chorvatsku v Zadarské župě. Je pojmenováno podle vesnice Novigrad, která se u něj nachází. Na jihozápad je Karinskou úžinou odděleno od menšího Karinského moře, Novská úžina na severu poté odděluje Novigradské moře od Jaderského moře. Hlavním a prakticky jediným přítokem je řeka Zrmanja, která se vlévá na východě. Moře je často v letní sezóně navštěvováno turisty. U břehu moře se nacházejí čtyři sídla, a to Maslenica, Novigrad, Podgradina a Posedarje. Blízko Novigradského moře prochází dálnice A1, ze které je možné moře zřetelně vidět. V moři se nachází převážně u pobřeží několik malých ostrůvků, z nichž největší je Školjić.